# Sega AM2
Sega-AM2 Co., Ltd., gewoonlijk bekend als Sega AM2, is het tweede bedrijfsonderdeel van computerspelontwikkelaar Sega, gericht op het ontwikkelen van arcadespellen. Het werd op 1 oktober 1983 opgericht door Yu Suzuki als "Amusement Developing Section 8" en twee jaar later hernoemd naar AM2. De afkorting AM staat voor Amusement Machine.
Op 30 juni 2003 werd Hiroshi Kataoka bekendgemaakt als nieuwe directeur.

## Geschiedenis
AM2 werd geleid door Yu Suzuki en Toshihiro Nagoshi. Het spel Daytona USA was het eerste spel waarbij het AM2-logo met een palmboom werd gebruikt, en onderscheidde de afdeling van ander divisies binnen Sega.
In 2003 startte Sega met het consolideren van alle ontwikkelstudio's tot vijf hoofdonderdelen. Het jaar daarop werden de studio's samengevoegd tot een uniforme structuur binnen Sega.

## Lijst van spellen

### Arcade
- Hang-On (1985)
- Space Harrier (1985)
- Out Run (1986)
- After Burner (1987)
- Super Hang-On (1987)
- Dynamite Dux (1988)
- Power Drift (1988)
- Turbo OutRun (1989)
- G-LOC: Air Battle (1990)
- GP Rider (1990)
- F1 Exhaust Note (1991)
- Rad Mobile (1991)
- Strike Fighter (1991)
- Soreike Kokology (1992)
- Virtua Racing (1992)
- Arabian Fight (1993)
- Burning Rival (1993)
- Daytona USA (1993)
- Virtua Fighter (1993)
- Desert Tank (1994)
- Virtua Cop (1994)
- Virtua Fighter 2 (1994)
- Virtua Striker (1994)
- Fighting Vipers (1995)
- Virtua Cop 2 (1995)
- Scud Race (1996)
- Sonic the Fighters (1996)
- Virtua Fighter 3 (1996)

- Virtua Fighter Kids (1996)
- All Japan Pro-Wrestling Featuring Virtua (1997)
- Virtua Striker 2 (1997)
- Daytona USA 2 (1998)
- Fighting Vipers 2 (1998)
- 18 Wheeler: American Pro Trucker (1999)
- F355 Challenge (1999)
- Outtrigger (1999)
- Beach Spikers (2001)
- Virtua Fighter 4 (2001)
- Sega Network Taisen Mahjong MJ (2002)
- The King of Route 66 (2002)
- OutRun 2 (2003)
- Virtua Cop 3 (2003)
- Ghost Squad (2004)
- Sega Golf Club (2004)
- Quest of D (2004)
- After Burner Climax (2006)
- Virtua Fighter 5 (2006)
- Rhythm Tengoku (2007)
- R-Tuned: Ultimate Street Racing (2008)
- Border Break (2009)
- Sega Card Gen MLB (2009)
- Shining Force Cross (2009)
- Hatsune Miku: Project DIVA Arcade (2010)
- Kancolle Arcade (2016)
- Fate/Grand Order Arcade (2018)
- Soul Reverse (2018)

### Mega Drive
- Sword of Vermillion (1989)
- Rent-A-Hero (1991)
- Virtua Racing (1994)

### Saturn
- Virtua Cop (1994)
- Virtua Fighter 2 (1994)
- Virtua Cop 2 (1995)
- Fighters Megamix (1996)

- Fighting Vipers (1996)
- Virtua Fighter CG Portrait (1996)
- Virtua Fighter Kids (1996)
- Digital Dance Mix Vol.1 Namie Amuro (1997)

### Dreamcast
- Virtua Fighter 3 (1998)
- Shenmue (1999)
- 18 Wheeler: American Pro Trucker (2000)
- Ferrari F355 Challenge (2000)

- Fighting Vipers 2 (2001)
- Outtrigger (2001)
- Shenmue II (2001)

### Xbox
- Shenmue II (2003)

### GameCube
- 18 Wheeler: American Pro Trucker (2002)
- Beach Spikers (2002)
- Virtua Quest (2004)

### PlayStation 2
- 18 Wheeler: American Pro Trucker (2001)
- Ferrari F355 Challenge (2002)
- Virtua Cop: Elite Edition (2002)
- Virtua Fighter 4 (2002)

- The King of Route 66 (2003)
- Virtua Fighter 4: Evolution (2003)
- The Super Dimension Fortress Macross (2003)
- Virtua Quest (2004)

### Xbox 360
- Virtua Fighter 5 (2006)
- Cyber Troopers Virtual-On Oratorio Tangram (2009)
- After Burner Climax (2010)
- Cyber Troopers Virtual-On Force (2010)
- Daytona USA (2012)
- Fighting Vipers (2012)

- Sonic the Fighters (2012)
- Virtua Fighter 2 (2012)
- Virtua Fighter 5: Final Showdown (2012)
- Virtual On: Cyber Troopers  (2013)
- Virtua Striker (2013)

### PlayStation 3
- Sega Golf Club (2006)
- Virtua Fighter 5 (2006)
- After Burner Climax (2010)
- Hatsune Miku Project DIVA: Dreamy Theatre (2010)
- Dreamy Theater 2nd|Hatsune Miku Project DIVA: Dreamy Theatre 2nd (2011)
- Daytona USA (2012)
- Fighting Vipers (2012)

- Sonic the Fighters (2012)
- Virtua Fighter 2 (2012)
- Virtua Fighter 5: Final Showdown (2012)
- Dead or Alive 5 (2012)
- Virtual On: Cyber Troopers (2013)
- Virtua Striker (2013)

### Nintendo 3DS
- Hatsune Miku and Future Stars: Project Mirai (2012)
- Hatsune Miku: Project Mirai 2 (2013)

### PlayStation 4
- Hatsune Miku: Project DIVA Arcade Future Tone (2016)
- Border Break (2018)

### iOS/Android
- Sega Network Taisen Mahjong MJ  (2013)
- Soul Reverse Zero (2017)